# カイラスギリー
カイラス・ギリーは、テレビアニメ『機動戦士Vガンダム』及び『∀ガンダム』に登場する架空の宇宙要塞。

## 宇宙世紀
ザンスカール帝国が建造した宇宙要塞で、その主砲「ビッグキャノン」の破壊力はかつてのコロニーレーザーを遥かに凌駕するものである。
2基の巨大な粒子加速装置から送られたメガ粒子を圧縮、縮退させ、物質化寸前の高エネルギーを放出する。エネルギー供給とビッグキャノンの制御は2隻のスクイード級戦艦から行う構造になっており、戦艦と接続するためのコネクターを2つ装備している。また、ベスパの補給基地も兼ねる。
まさに地上・宇宙両方に対するザンスカール帝国の恫喝ともいうべき脅威であったが、太陽発電衛星ハイランドのトマーシュ・マサリクや技師らの協力でマイクロウェーブ照射による敵将兵の攪乱を行い、その後のリガ・ミリティアの猛攻により陥落。この要塞を防衛していたタシロ・ヴァゴは撤退を余儀なくされ、更にスクイード級2隻のうち片方の「スクイード1」はリガ・ミリティアに鹵獲された。後にリガ・ミリティアによってアメリア・コロニー付近に展開していたザンスカールの主力艦隊・ズガン艦隊に向けて発射されるも、クロノクル・アシャーの活躍によって照準にずれが生じ艦隊とコロニーへの直撃を免れる。
なおスクイード級戦艦については、鹵獲されたスクイード1はリガ・ミリティアによって大改修されて機動戦艦「リーンホースJr.」として運用された。また、ザンスカール側に残されたスクイード2も、本国帰還後にカイラスギリー関連設備を取り外すなどの改修を受けた上で「ダルマシアン」と改名され、再編されたズガン艦隊の旗艦として運用されている。

## 正暦
カイラス・ギリーの名称はテレビアニメ『∀ガンダム』でも登場している。小惑星が月面の都市に落下しそうになった際、ムーンレィスの宇宙艦隊を率いるギム・ギンガナムが「カイラス・ギリーを用いて小惑星を破壊しよう」と発言している。ギンガナムは、ターンXの頭部であるXトップによってカイラス・ギリーをコントロールできるとも述べた。ただし、カイラス・ギリー本体が映像に登場することはなかったため、『Vガンダム』のものと同一かどうか定かではない。
福井晴敏の小説『ターンエーガンダム（上・下）』（改題『月に繭 地には果実』）と、曽我篤士による漫画版にも「カイラス・ギリ」という兵器が登場する。これは月面を一周する運河に設置された粒子加速器を持つ、巨大な荷電粒子砲であり、地球に第一射を放ち甚大な被害を与えたが、第二射の発射トリガーをハリー・オードが引いたあとに∀ガンダムによってコントロールルームを破壊されハリー諸共沈黙、さらに地球に向かった粒子ビームも∀ガンダムの生み出した巨大なバリアーで防がれた。後者では、モビルスーツを射出するいわばマスドライバーとして使われた。